# Unbranded (bedrijf)
Unbranded B.V. (voorheen HollandseHanden, United Decor en NOB Decor) is een commercieel bedrĳf in de decorontwerp en -bouw. 

## Geschiedenis
In 1988 is Unbranded ontstaan als NOB Decor door de verzelfstandigingen van Afdeling Decorontwerp en Hoofdafdeling Decorproductie van de NOS. Na aanhoudende financiële verliezen werd NOB Decor samen met Cinevideogroep en de buitenlandse vestigingen van het NOB verkocht aan United Broadcast Facilities. Het bedrĳf veranderde hierdoor ook haar naam in United Decor en HollandseHanden totdat het vanaf 2015 tot op heden Unbranded heet.
Unbranded zit gevestigd in het Media Park in Hilversum, verspreid over het Studiocentrum, Mediacentrum en het Decorcentrum. Middels tunnels onder het Media Park worden de (grote) decorstukken en rekwisieten van de werkplaats naar de televisiestudio's verplaatst. 
De publieke en commerciële omroepen in heel Europa maar ook theater en musea zĳn klanten van dit decorontwerpbedrĳf. In de jaren 80 en 90 had het bedrĳf het grootste assortiment decor van heel Europa. Het decorbedrijf bouwt decorstukken en ontwerp interieurs voor onder andere Miljoenenjacht, Madame Tussauds Amsterdam, De Avondshow met Arjen Lubach, LUBACH, De Wereld Draait Door, Bar Laat, Vandaag Inside, de HYPER-tour van Davina Michelle, Adele-concerten in München, The Connection, Ziggo Sport-studio en het Eurovisiesongfestival (2015, 2017, 2021 en 2025).